# Wattenbach (Söhrewald)
Wattenbach ist ein Ortsteil der Gemeinde Söhrewald im nordhessischen Landkreis Kassel.

## Geographie
Wattenbach ist der mittlere Söhrewalder Ortsteil. Er befindet sich in der bewaldeten Mittelgebirgslandschaft Söhre am nördlichen Mülmisch-Zufluss Wattenbach. Das Dorf liegt südlich des bewaldeten Bergrückens von Hambühlskopf (445,2 m ü. NN) im Westen und Brandt (441,6 m ü. NN) im Osten; nördlich dieses Rückens befindet sich der Söhrewalder Ortsteil Wellerode und wattenbachabwärts im Süden an der Einmündung in die Mülmisch der Ortsteil Eiterhagen.
Durch Wattenbach verläuft etwa in Nord-Süd-Richtung die Landesstraße 3236 (Wellerode–Eiterhagen), die nördlich der Ortschaft die in West-Ost-Richtung verlaufende L 3460 (Wollrode–St. Ottilien) kreuzt. Rund 2,8 km westlich des Dorfs liegt der teils zur Gemeinde Söhrewald gehörende Stellbergsee und etwa 1,5 km nordöstlich steht am Franzosentriesch (ca. 490 m ü. NN) der Sendeturm Söhrewald.

## Geschichte
Der Ort wurde 1323 erstmals urkundlich erwähnt, als die von Meisenbug die Gerichtsbarkeit an die Landgrafschaft Hessen abtraten.
Zur Zeit des napoleonischen Königreichs Westphalen gehörte Wattenbach zum Kanton Kaufungen.
Im Jahr 1836 wurde das Braunkohle-Bergwerk Stellberg (u. a. am heutigen Stellbergsee) erschlossen. Mit Eröffnung der Söhrebahn am 21. August 1912 wurde der Abbau rentabel, da jetzt für reibungslosen Transport der geförderten Kohle gesorgt war. Zudem konnten die reichen Basaltvorkommen abgebaut werden. Wattenbach wurde zu einem Bergmannsdorf. Der Abbau in der Zeche wurde 1967 eingestellt. Die Bergmannstradition wird bis zum heutigen Tag gepflegt.

### Gebietsreform
Am 1. Dezember 1970 fusionierten die ehemals selbstständigen Gemeinden Eiterhagen, Wattenbach und Wellerode im Zuge der Gebietsreform in Hessen freiwillig zur neuen Gemeinde Söhrewald.

### Historische Ortsnamen
Wattenbach (1323); Wattenpach (1539) (Kasseler Salbuch); Wattenbach (1585)

## Religion
Die Kirche (mit einem spätgotischen Westturm) stammt aus dem Jahr 1782. 1791 erhielt sie den heutigen Haubenhelm. Im Kirchenportal befindet sich ein großer weißer Stein, der wie eine Rübe aussieht. Die Bauarbeiter sollen diesen beim Bau der Kirche eingefügt haben, um auf die einseitige Verpflegung während des Baues hinzuweisen. Die Zuckerrübenernte soll im Jahr der Erbauung reichlich gewesen sein. Die Wattenbacher tragen daher den Spitznamen „Rübenesser“.
Die katholische Kapelle St. Anna wurde nach Plänen des Architekten Josef Bieling errichtet, nachdem sich nach der Flucht und Vertreibung in Folge des Zweiten Weltkriegs rund 100 katholische Familien aus Schlesien in Wattenbach angesiedelt hatten. Am 20. November 1960 erfolgte die Grundsteinlegung, und am 15. August 1961 wurde die nach der heiligen Anna benannte Kapelle eingeweiht. Am 5. Dezember 2020 wurde das Gotteshaus profaniert.

## Wirtschaft und Infrastruktur
Seit 1997/1998 existiert eine Windkraftpark mit fünf Windrädern mit den Namen „Frau Holle“, „Hänsel“ und „Gretel“, „Rumpelstilzchen“ und „Schneewittchen“, welche zusammen jährlich etwa 6,8 Mio. kWh Strom erzeugen.